# Малая Глуша (роман)
«Ма́лая Глу́ша (Печальная фантастическая сага времён застоя)» — роман Марии Галиной, сочетающий жанровые признаки социальной и мистической фантастики. Содержательно состоит из двух самостоятельных повестей, связанных друг с другом на глубинном уровне сюжета. Первая публикация (вторая часть, собственно повесть «Малая Глуша») — в журнале «Новый мир» (2008, № 12). Книжные издания выходили в 2009 и 2019 годы. Автором книга была включена в трилогию «Малая Глуша» — «Медведки» — «Автохтоны»; поклонники условно назвали трилогию «Город».
Действие первой части книги разворачивается в 1979 году на юге Советского Союза, в безымянном приморском городе с узнаваемыми одесскими чертами. Главные герои работают в санитарной инспекции № 2, которая не пропускает из заграницы «чужеродных паразитов второго рода», а именно диббуков, суккубов и прочую нечистую силу. Мифологическое пространство контрастирует с сугубым реализмом деятельности конторы, сотрудники которой следуют протоколам и инструкциям, заполняя множество документов. Главные неприятности начинаются, когда из Канады на зерновозе в город попадает североамериканский голодный дух-вендиго, убивающий и уродующий своих жертв. Во второй части романа Евгений (лишь единожды упоминаемый ранее) в 1987 году пробирается в Малую Глушу, расположенную на берегу Леты, чтобы вернуть с того света жену, погибшую вместе с их ребёнком восемь лет назад. Новому Орфею доводится встретить и Эвридику — Инну, потерявшую на афганской войне сына, — и научиться пониманию, что «способности любить должна сопутствовать способность прощать, а способность помнить так же важна, как и способность забывать».
Роман вызвал большой критический резонанс, номинировался на множество литературных премий (в том числе «Большая книга»), удостоившись «Серебряного Кадуцея» (фестиваль «Звёздный мост», 2009), премий «Портал» (крупная форма, 2010) и «Мраморный фавн» (2009).

## Сюжет

### «СЭС-2. 1979»
Повествование выстроено в стилистике советского производственного романа. Действие происходит в 1979 году в южном портовом городе (в котором опознаётся Одесса), когда 17-летняя Розка Белкина устраивается на работу, чтобы набрать рабочий стаж для поступления на факультет иностранных языков. По знакомству её пристраивают в некое учреждение в порту, именуемое «СЭС-2», которое соседствует с «СЭС-1» — санэпидемстанцией. Розочке активно не нравятся начальство и коллеги: сухая и неприступная Петрищенко, слащаво-опасная Катюша, которая ловко гадает на картах, и развязный сибиряк Вася, который всё время говорит то ли в шутку, то ли серьёзно, упорно обращаясь к девушке «Розалия». Постепенно становится понятно, что СЭС-2 — это одна из многих контор, которые должны не пускать в СССР иноземных монстров, порождения иных мифологий (диббуков и суккубов) и чуждых подсознаний, «цепляющихся» к морякам заграничного плавания. Выясняется, что на зерновозе из Канады завезли голодного вендиго, духа-людоеда, которому понравилось в СССР и который избрал объектом своего притяжения Розку. Согласно рассказам Васи (этнографа по образованию), существование монстров нисколько не противоречит диалектическому материализму, ибо они — порождение человеческого бессознательного, а идея, овладевшая умами масс, сама по себе является материальной силой. В официальной документации монстры именуются «паразитами». Они способны нанести вполне осязаемый вред: в городе начинают находить людей с обожжёнными ногами.
Главные героини повести связаны между собой. Наивной Розке скучна окружающая действительность, и вместо служебного задания — переводов из Леви-Стросса — она запоем читает «Анжелику в Новом Свете». Начальница Елена Сергеевна Петрищенко, врач по образованию, устала от тяжкой и бессмысленной жизни чиновницы. На работе потомственная ведьма Катерина желает занять её место начальницы, начальство гневается, поскольку демон начал убивать. Тяжелее всего для Елены отношения в семье: престарелая мать Петрищенко страдает деменцией и уже не встаёт с постели. Дочь Петрищенко совсем отбилась от рук и даже позволила знакомому художнику сфотографировать себя в порнографии. Вася на неформальной основе привёл в отдел карпатского мага (мальфара) Романюка, который на короткое время подарил Елене Сергеевне надежду на взаимное чувство и надёжный тыл. Катерина, чтобы помочь другу и покровителю Петрищенко — Льву Семёновичу — избавиться от слишком непредсказуемого научного руководителя по фамилии Герега, провоцирует автокатастрофу с зятем Гереги: маленький ребёнок выскочил на проезжую часть и был сбит встречной машиной вместе с матерью ребёнка, кинувшейся на спасение. Романюк сначала предлагает Петрищенко бросить всё и поехать с ним в сибирскую глубинку — кресло начальника она потеряет в любом случае. Из-за откровенно неправильной методики усмирения вендиго московские вышестоящие специалисты из Института США и Канады напитали духа-людоеда кровью и он вознамерился сделаться богом. Романюк, семья которого в своё время оказалась в числе спецпереселенцев, отказывается что-то предпринимать, сказав: «С этой землёй такое вытворяли, она и не такую тварь прокормит».
В финале Петрищенко с чемоданом приходит в гостиницу к Романюку, где встречает в холле рассеянного Васю, заявившего: «Всё кончено. Не думайте об этом». Из дальнейшего телефонного разговора следует, что Розка Белкина оказалась в шоковом состоянии в больнице (Вася выманил вендиго именно на неё, а мальфар справился с чудовищем). Далее Вася уходит в неизвестном направлении, бросив напоследок, что «мир большой… теперь есть кому его держать». (Катерина потом заявила, что Вася отбыл «дальше некуда» и его больше нет.) Появившийся Романюк тихо велит Елене идти домой, ибо всё, что он предлагал, «было очень давно». «Нам очень повезло. Никто не сошёл с ума. Даже та девочка. <…> Я не знаю тебя. Я больше никого не знаю». Вернувшись домой, Петрищенко разрешает дочери оставить у себя бойфренда Вову и объявляет спящей матери, что всю жизнь стремилась быть хорошей и всем угождать; так как себя уже не переделать, отныне, стараясь «не быть очень хорошей, я смогу быть только очень плохой». Розочка, явившаяся в контору увольняться, застаёт одну только Катерину, легко подписавшую больничный и обходной листы: «Никого нет, деточка. Не набрали ещё штат-то».

### «Малая Глуша. 1987»
Глубокой летней ночью 1987 года на пустынной платформе неназванного города высадился главный герой второй части — 33-летний Евгений. Он сразу сталкивается с трудностями: на вокзале ему дают неверные сведения, а покрывающий агрессивного алкоголика милиционер, проверяя документы, провоцирует опоздание на автобус. В Малую Глушу не ходит транспорт, только неприветливый владелец «Жигулей» соглашается за 50 рублей довезти Евгения до Болязубов, но не далее. Случайно к ним присоединяется 38-летняя Инна, которая тоже опоздала на автобус и которой тоже нужно в Болязубы. Далее сюжет превращается в странствие чужих друг другу персонажей по миру, где граница реальности и потустороннего истончается, пока не исчезает совсем. В Болязубах старый учитель естествознания Лебедев, приютивший Евгения, уверяет, что скоро придёт жена, и она действительно приходит, но от неё пахнет землёй. Хозяин ведёт разговоры на самые разнообразные темы: от гипотезы Шкловского об обитаемости Вселенной до сериала «Спрут». Наутро герой обнаруживает прошлогоднее захоронение жены Лебедева на деревенском кладбище; хозяин дома сообщает, что жена вернётся только к вечеру. Далее Инна и Евгений пешком добираются до Малой Глуши, остановившись на сутки за двадцать рублей в запущенном доме неприветливой Катерины, очень напоминающей постаревшую ведьму Катюшу из «СЭС-2». Её подруги больше похожи на гарпий. Постепенно читателю становится известно, что Малая Глуша стоит на берегу Реки, по которой проводник может доставить путника в некое потаённое место, где можно встретить самого дорогого из умерших близких и даже попытаться вернуть его в наш мир. На той стороне Евгений и Инна попадают к псоглавцам. В Зазеркалье сами люди оказываются в роли потусторонних существ, и, когда герой по недопониманию убил одного из псоглавцев, его резонно спрашивают: «Зачем человека убил?» Псоглавый проводник уверяет, что является потомком Святого Христофора, который обратился после того, как перенёс через реку младенца-Христа. Проводнику явно не нравится Инна, он предлагает оставить её, когда та замешкалась, но главный герой настаивает, что они должны двигаться вместе. Евгению нужно принести что-то в жертву, и он расстаётся с мизинцем, хотя потом выясняется, что фаланги мизинца у него нет ещё с далёкого детства.
Ближе к финалу выясняется связь сюжета «Малой Глуши» и «СЭС-2»: Евгений хочет вернуть так и не забытую за восемь лет жену Риту, дочь крупного чиновника. Ребёнок Риты и Евгения выскочил на проезжую часть и вместе с матерью был сбит грузовиком, двигавшимся по встречной полосе. Внешне Евгений успешен: работает в московском министерстве, является «выездным», пару раз побывал в США. Но все эти годы, мучаясь от одиночества, даже себе самому он не может объяснить, почему в тот роковой день не кинулся вслед за женой и сыном, промедлил. Встретившись с любимой, он открывает, что она не забыла его — это является величайшей редкостью. Однако ему пришлось воочию столкнуться с тщательно утаённым воспоминанием: когда-то он застал Риту с однокурсником после того, как вся их компания «золотой молодёжи» смотрела порнофильм на привезённом из Японии видеомагнитофоне. Теперешнее её существование за Рекой — это бесконечная тоскливая оргия. Евгений сообщает Инне, что помнил совсем другую Риту («память подчищает за людьми») и приходит к выводу, что ничего нельзя начать сначала, «можно только реставрировать, имитировать, врать». Обитатели Зазеркалья меняются не меньше, чем оставшиеся за Рекой, и больше не понимают друг друга. Инне, которая потеряла в Афганистане сына, тоже открывается, что тот совсем её не помнит и не желает знать: на войну он сбежал именно от удушающей материнской любви. Инна при этом забыла, что сына звали Юра, а не «Митя», о чём сообщает тот же Евгений. Он пытается достучаться до Инны, говорит, что полюбил её и они смогут, вернувшись, согревать и поддерживать друг друга. Но она полностью погружена в себя, бесконечно вспоминает события детства своего сына и напоследок говорит Евгению: «Не мешайте». Евгений прощается со старой собакой, которая сумела отыскать хозяина даже за Рекой, и устремляется обратно.

## Литературные особенности

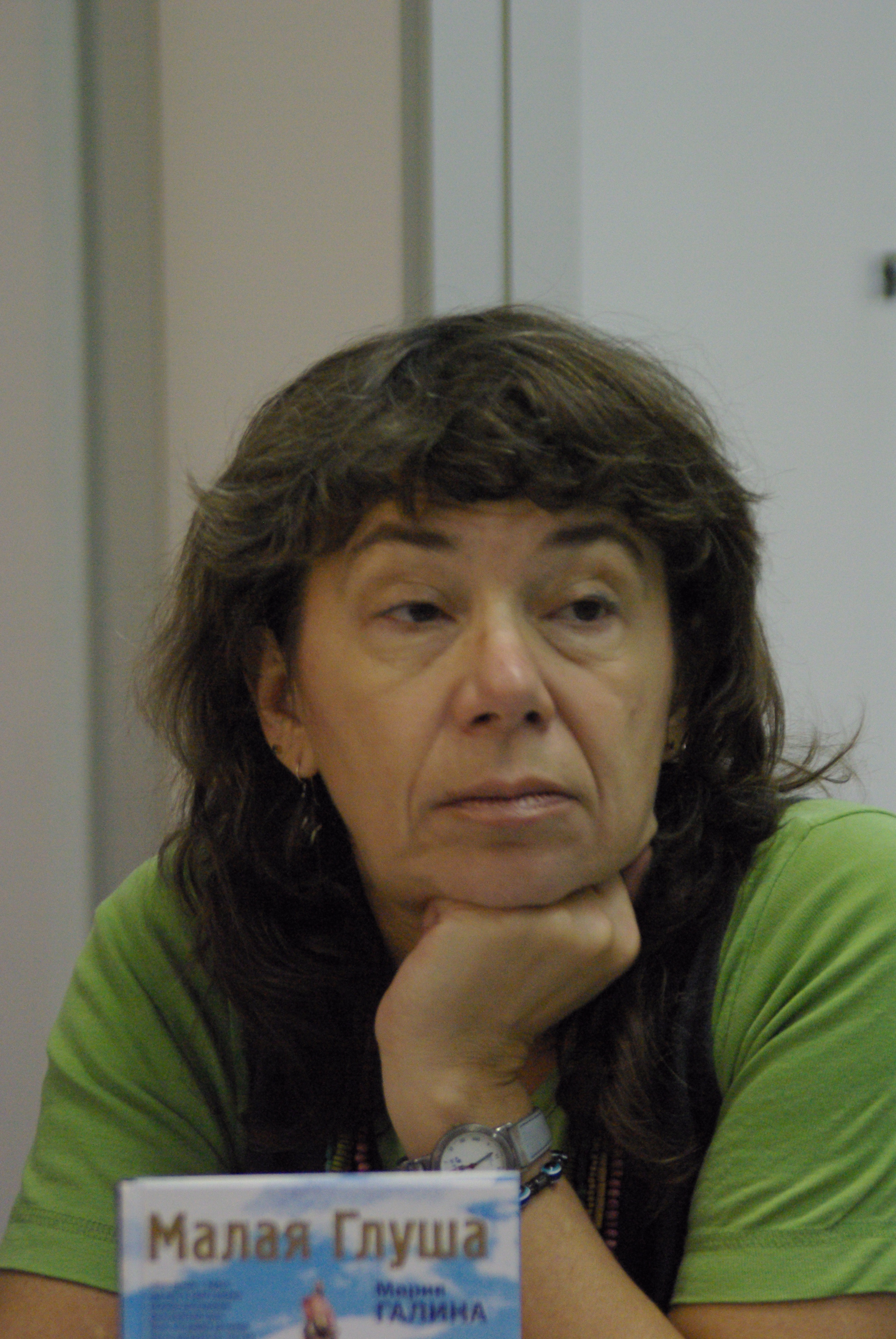
Автор Мария Галина на Международной ярмарке интеллектуальной литературы non/fictio№ 11 в Москве, 4 декабря 2009

### Авторская позиция. История создания
В интервью «Российской газете» Мария Галина представила авторский взгляд на собственное произведение. Она сообщила, что «Малая Глуша» — это самостоятельный мини-роман со своей завязкой, кульминацией, развязкой, хотя изначально задумывался как эпилог. «СЭС-2» основан на воспоминаниях о работе в конторе «примерно в том же унылом антураже», что облегчило воспроизведение атмосферы советского времени. Даты действия выбраны не случайно: в предолимпийский 1979 год, по воспоминаниям автора, страна ожидала катастрофы, и все герои живут её предчувствием. В 1987 году катастрофа свершилась, ткань реальности до крайности истончилась, «имело место какое-то мистическое, чудовищное стечение обстоятельств».
В интервью «Литературному радио» М. Галина повторила, что не считает «Малую Глушу» фантастическим произведением, хотя именно писатели-фантасты и критики-фантастоведы признали роман «своим». Обе части её романа связаны не сюжетным, а ситуативным «слабым мостиком». «Основная новизна, основное ноу-хау заключается в способе решения, не столько в материале, сколько в инструментарии. Вот с моей точки зрения инструментарий (способ говорения, способ рассказа, способ подачи материала) там относительно новаторский. А что касается сюжета и темы, они очень традиционны». Прототипом города из «СЭС-2» послужила Одесса, но без привязки к конкретной топографии, чтобы добиться эффекта «универсальности». Этот эффект достигается за счёт неназывания места событий. Напротив, во второй части топография описанного района полностью условная, мифологическая. Контора СЭС-2 не является метафорой ни государства, ни какой-либо государственной структуры: «Это история про выдуманную организацию, которая в силу обстоятельств столкнулась с определёнными проблемами». Для создания антуража второй части были важны мотивы катастрофы, с которыми связаны в том числе и главные герои: трагедия в Чернобыле и гибель лайнера «Адмирал Нахимов». Это позволило использовать мотивы зыбкости существующего мира и ощущение возможности обрушения его в хтоническое пространство. Автор отмечала, что первоначально планировала написать небольшой эпилог к «СЭС-2» («рассказ-прицепчик»), рассчитывая затем создать несколько вставок-перебивок, когда читатель не понимает, существует ли связь между параллельно развиваемыми сюжетами. В результате получилась совершенно самостоятельную вещь. При этом первая часть писалась долго — около двух лет, — потому что М. Галина «искала способ рассказать эту историю, какой-то язык найти для неё свой, вообще как бы подбиралась к ней». Вторая часть была написана в течение четырёх месяцев после первой, из-за этого на полгода было отложено книжное издание романа.
Говоря о своих творческих принципах, писательница отмечает, что принадлежит «к тем авторам, которые вообще не знают, что у них будет написано на следующих нескольких страницах», сознательного плана произведения не существует. Поэтому никакого контраста между двумя частями романа автором не предполагалось. Первая часть писалась линейно, но выстроена мозаично из небольших подглавок, которые в финале создают целостную картину. Во второй части текст идёт сплошным потоком и не расчленён на главки. Сама М. Галина утверждала, что первая часть её романа «заканчивается ужасно», несмотря на формальный хеппи-энд, то есть факт, что все герои остаются в живых. «Мы наблюдаем на протяжении всей первой части полное крушение надежд и крушение жизни нескольких героев, там, собственно говоря, никто не приходит к финалу с какими-то победами». Читатель тщетно будет искать во второй части описание последующих судеб героев — той же Розки: «Мы не знаем, остались ли живы эти герои». Вторая часть должна была «ужасно закончиться априори», поскольку это предполагается сюжетом о путешествии в загробный мир. «Что касается героев, ну да, мне хотелось, чтобы немножко читатель помучался, мозги поломал, подумал: „А кто ж все эти люди?“»
В авторском предисловии к переизданию 2019 года Мария Галина отметила, что «одной из задач сугубо фантастического текста стала попытка передать, как оно было на самом деле. Фантастика… легче с этим справляется, чем реалистическая проза, поскольку она склонна к обобщениям». Прототипом Малой Глуши явилось село Новогородское Житомирской области:

Да, и последнее — почему «мальфар» через «а»? У меня есть теория, что «мальфар» происходит от искаженного «mal faire», то есть приносящий вред, колдун, ведьмак. Теория дурацкая, но почему нет…
Существует послетекст — рассказ М. Галиной «В плавнях», написанный от лица аборигенов Реки в реалиях такого же мифопоэтического мира. Действие его разворачивается во время Гражданской войны.

### Восприятие критикой издания 2009 года
Роман получил существенный резонанс в литературной критике. Лев Данилкин в сводном обзоре литературы нулевых годов поместил «Малую Глушу» в широкий литературный контекст. Он отмечал, что, с одной стороны, после 2004 года «была опубликована целая серия романов, буквально выкликавших апокалипсис», с другой, появился мощный поток фантастики, которая проникла в литературный мейнстрим. По мнению критика, это было связано с «отсутствием События и Конфликта при очевидной неприемлемости ситуации: писатель-с-идеями просто вынужден разыгрывать альтернативно-исторические или отодвинутые в недалёкое будущее варианты, работать на опережение». Альтернативой была «попытка найти рифму современности с аналогичной эпохой» (как в «Золоте бунта» Алексея Иванова, «Орфографии» Дмитрия Быкова, романах Акунина), но, по мнению критика, несмотря на «самые остроумные подачи, эпоха так ни с чем и не зарифмовалась», а полученные на выходе романы «иногда получались эффектные, но параллели — если они правда значимы — оказались скорее натянутыми, неуклюжими, вымороченными». Критик Михаил Назаренко прямо назвал журнальную публикацию «Малой Глуши» «одним из самых странных текстов, которые прочитал в 2008-м».
В отзыве Сергея Шикарева для журнала «Если» критикуется издание романа в серии «женской прозы», поскольку это определение характеризует лишь «половую принадлежность автора, а не текст, который вмещает в себя индейских духов и шаманские обряды, пёсьеголовых и совсем уж специальные службы». Первая часть определяется как «антишпионский» роман, которому присуща яркая фактурность, сосредоточенность на приметах и предметах того времени и быта, погружающих читателя в романную действительность. Тот факт, что действие разворачивается в порту, дополнительно намекает на то, что СЭС-2 — это пост на границе между мирами, которая отделяет советский мир от капиталистического, а «нашу» действительность от мифологической, населённой чуждыми людям силами. Однако. в отличие от Пелевина и Проханова, писательница не захотела поместить события в государственно-политический масштаб, «умело удерживает историю в камерных рамках, подходящих для отображения психологии персонажей и их движений души». Вторая часть названа «формальным продолжением» первой, хотя она является в идейном и стилистическом отношении самостоятельным произведением. Если в первой части действие помещено в мифологическое пространство, то в «Малой Глуше» герои оказываются в мифологическом времени, лишённом поступательного движения и делающем возможным соседство живых и мёртвых. «Способности любить должна сопутствовать способность прощать, а способность помнить так же важна, как и способность забывать». Критик отмечал умение автора создавать любую необходимую атмосферу повествования, от вязкого страха до тревожного ожидания, и населить книгу «замечательными и запоминающимися персонажами».
Василий Владимирский отмечал, что М. Галина в первой части пошла намного дальше, чем О. Дивов, разрабатывавший похожую проблематику в романе «Ночной смотрящий». В «СЭС-2» профессиональные «охотники за нечистью» живут той же жизнью, что и вся огромная советская страна. Жизнь в застойном СССР показана без сатирической гиперболизации или ностальгии: все герои смертельно устали от окружающей действительности, но не способны представить себе никакой другой. Владимирский отмечал, что в этом отношении изображаемая реальность напоминает ранние тексты Пелевина: «Потустороннее, мистическое и повседневное, рутинное переплелись здесь так тесно, что уже не разберёшь, где заканчивается одно и начинается другое». В этом плане реальность «Малой Глуши» выписана ярким контрастом: буколические, малонаселённые пейзажи показаны как вещественные, осязаемо-плотные, яркие. В обеих частях романа огромную роль играет тема соблюдения ритуалов: «Придерживайся правил, и будешь вознаграждён, убеждают нас с детства — дома, в школе, на работе, с экранов телевизоров, с газетных страниц». Оказывается, что это простое правило не работает. Петрищенко всю жизнь пыталась подстроиться под инструкции и неписаные правила советского общежития, но в результате лишилась и карьеры, и семьи. Вася демонстративно игнорирует предписания и директивы, одобренные министерством процедуры и сложившиеся за века фольклорные традиции, но тоже терпит сокрушительное поражение. В Малой Глуше Евгений вообще не понимает, как нужно вести себя в мифологическом мире, и искренне не видит необходимости соблюдения ритуалов, о которых ему рассказывали. Инна, напротив, винит его во множестве бед, именно потому, что тот нарушил все мыслимые и немыслимые правила. Однако и здесь оба оказываются у разбитого корыта: «Галина не внушает читателю ложных надежд: в какую сторону ни сверни от этого придорожного камня, тебе так или иначе придётся сложить голову. Жизнь, впрочем, вообще болезнь неизлечимая: от неё неизбежно умирают…»
В отзыве Влада Толстова утверждается, что роман Галиной «немного напоминает сказочную фантастику Стругацких про НИИЧАВО, если бы её писал, например, Стивен Кинг». Мотивы «Кладбища домашних животных» для В. Толстова совершенно очевидны в этом тексте. Главные сюжетные линии содержатся во второй части романа, посвящённой важнейшей нравственной проблеме — какую цену готов заплатить человек, чтобы вернуть близких «на свой берег». Критик заявил, что роман М. Галиной — один из наилучших в современной русской прозе по языку, который «выразительный, живописный, сдержанный и вместе с тем невероятно гибкий, плотный, насыщенный, сочный». Несмотря на проблематику, литературные достоинства выводят данный текст из фантастического жанра в мейнстрим современной литературы. Примерно о том же говорили участники литературного клуба «Зелёная лампа» на январском заседании 2016 года. Так, А. Зильберштейн заявил, что в прозе Галиной «нет раздражающих жанровых элементов… это книги о людях. То, что в её книгах присутствуют какие-то фантастические элементы, так извините — в „Альтисте Данилове“ тоже есть фантастические элементы, как и в „Мастере и Маргарите“, но это же ничего не меняет. И то же самое в случае с Галиной: все её книги — о людях так или иначе и о каких-то подсознательных, связанных с человеческим восприятием вещах». Поэт А. Жигалин в рамках той же дискуссии отметил, что в «Малой Глуше» «…такой быт! Так подробно описана жизнь одинокой женщины… То есть это совершенно современная проза, день за днём описывается, шаг за шагом… А фантастики немножко не хватило». Критик Андрей Мирошкин в этом контексте утверждал, что споры о жанровой или аудиторной «нише» романа бессмысленны, гораздо продуктивнее считать его универсальным текстом, в котором «всё органично, все одушевлённо». Это единый текст, соединённый метонимическим способом. Вторая часть сюжетно не вытекает из первой, но имеет с ней общих персонажей и общую атмосферу саспенса. Критик также отмечал чёткость формулировок вечных моральных проблем, редких для современной литературы.
В рецензии Натальи Курчатовой автор — М. Галина — названа «большой умницей и здоровым циником», а созданные ею истории обозначены как «стык излюбленного отечественной интеллигенцией жанра философской фантастики и женского извода
магического реализма а-ля Людмила Петрушевская». Огромным достоинством называется то, что автор мифологизирует не вероятное будущее (как в любой фантастике), а недавнее прошлое. Проводя параллели со Стругацкими, получается «не полдень, но поздняя осень, XX век». Литературовед Татьяна Казарина (Самарский университет) сделала акцент на дискредитацию автором чудесного самыми разными способами. В частности, в «СЭС-2» сражения с вендиго происходят за сценой, чудесное, то есть иррациональное, мало того, что подаётся как объяснимое, оно лишено облика и о нём всегда известно только с чьих-то слов. Давящий ужас ситуации связан с тем, что катастрофическое «витает в воздухе», но настойчиво вытесняется обществом из сознания. В «СЭС-2» большинство персонажей игнорирует чудеса потому, что полностью поглощены решением бытовых проблем, ставших почти неразрешимыми и отодвинувших всё прочее на второй план.
В рецензии, помещённой в журнале мистики и ужасов «Darker», отмечено глубинное единство двух повестей, противоположных сюжетно и стилистически, обеспечиваемое «беспокойной, пыльно-серой тоской», которой пронизано повествование. В «СЭС-2» огромную роль играет «бытовуха», так как во времена застоя слова «быт» и «жизнь» были синонимами. «„СЭС-2“ кажется унылой осенней акварелью, зачем-то набросанной сюрреалистом, мастером ярких красок и сильных образов». Именно это и создаёт сильнейший контраст со второй частью, где в повествовании значительно меньше скрытого ехидства. Евгений и Инна вполне сопоставимы с Орфеем и Эвридикой. Рецензент делает вывод, что «в российской литературе ничего подобного ещё не было».

### Издание 2019 года
Переиздание романа в авторском сборнике «Все имена птиц» в 2019 году вызвало рецензию в «Новом литературном обозрении». Ольга Балла пришла к выводу, что в «Малой Глуше» собеседники-оппоненты автора — прежде всего Стругацкие, полемика с которыми ведётся в обеих частях-повестях:

Первая, где сотрудники типовой с виду советской конторы борются с нечистью, — ответ «Понедельнику», начинающемуся в субботу. Вторая, герои которой идут через пространство с непостижимыми закономерностями к месту, исполняющему желания, — «Пикнику на обочине» (желание в данном случае одно — вернуть в жизнь мёртвых; но это не так важно, тем более что в «Пикнике…» такой сюжет тоже был).
О. Балла отмечала, что роман не является мистическим, поскольку повествование превращается в «совокупность интуиций о том, как устроен мир», своего рода «систему взглядов на это устройство прикрытыми глазами», в которой ирония и игра являются «разновидностями осторожности». Сквозной темой романа является множественность уровней реальности, которых по меньшей мере два: видимый-иллюзорный и истинностный. На втором из этих уровней и вещи, и люди, и любые иные сущности могут обернуться чем угодно, так как не подвластны пяти обыкновенным чувствам. Псоглавец по ту сторону Леты совершенно серьёзно заявляет, что в мире, где оказались Евгений и Инна, «всё одинаково настоящее или одинаково ненастоящее». Тут же он в качестве платы за пересечение реки забвения просит какую-нибудь книгу, поскольку любит рассказывать своим детям сказки, а у обитателей верхнего мира «совершенно удивительные представления о природе вселенной». Таким образом, выясняется, что онтологический статус того, что попадает в поле восприятия героев, проблематичен, поскольку реальность зыбка и во многом зависит от точки зрения и внутреннего расположения наблюдающего. По мнению О. Баллы, Галина здесь напрямую продолжает Стругацких, у которых в Зоне происходит то же самое. То, что герои принимают за реальность, поддаётся воздействию силы мысли и воображения, в том числе ненамеренно. Поскольку время не необратимо, возможно изменение не только настоящего, но и прошлого. Осязаемое пятью чувствами указывает за пределы себя, но туда невозможно проникнуть прямым взглядом и легко обмануться. Тайный план реальности не менее чувственный и вещный, чем воспринимаемый взглядом, но устроен совершенно по-другому и едва ли постижим.

Важно, что «неизвестными» оказываются именно ностальгически-узнаваемые позднесоветские годы. Не только потому, что остались незамеченными их «потусторонние» корни: они остались таковыми не по небрежению живущих, не по намеренной их слепоте — слепота к корням бытия входит в условия существования человека. Галина точно реконструирует недавнее время ещё и, думается, затем, чтобы дать ему шанс ещё раз быть прожитым — а значит, и продуманным.
По мнению О. Баллы, роман может быть отнесён к магической фантастике, однако жанровые архетипы предстают формой исторической рефлексии. Галина продолжила мысль о мифологизации советской жизни, выдвинутую Л. Данилкиным («Советская жизнь» мифологизирована… настолько, что, по сути, это тоже уже мифологическое пространство, переставшее быть реальным, фактически уже дистопия: слишком много посторонних смыслов было приписано этому времени задним числом), и доказала, что о советской жизни можно вполне адекватно повествовать языком фантастики, «всерьёз принимающей логику мифологического сознания».

### Литературный бриколаж
Миф в романах М. Галиной — это не только жанровый или тематический элемент. Критики Татьяна Кохановская и Михаил Назаренко именуют использованный ею способ организации текста термином Леви-Стросса «бриколаж». Для героев «Малой Глуши» миф был пространством выхода из нестерпимого бытия. Т. Кохановская и М. Назаренко в рецензии на следующий роман М. Галиной «Медведки» отдельно рассматривали литературные аспекты «Малой Глуши» в контексте проблем жанра и определения творчества автора. «Чёткие жанровые рамки — как рамки картины и любые другие художественные ограничения — противодействуют обвальной аморфизации современной культуры». При этом необходимость синтеза «жанровой» и «внежанровой» прозы была осознана «ещё в славные времена зрелого постмодернизма», примерами чего являются хрестоматийные произведения, такие как «Имя розы» и даже «Лолита». При этом в подавляющем большинстве случаев попытка мейнстримных авторов писать в жанровой литературе оканчивается провалом, поскольку «мало присвоить атрибуты жанра, его фабульные схемы и набор персонажей; необходимо знать — чувствовать! — его поэтику в целом, его корни, его мировоззрение, хотя бы для того, чтобы их трансформировать, а не инкрустировать иными повествовательными формами неизбывные жанровые клише». В этом плане задача писателя, работающего на стыке жанров, сродни работе переводчика, задача которого — передать на чужом языке нечто, имеющее ценность и для тех, кому он не родной; задача перенесения слов в другую грамматику глубоко вторична. Удачи на этом пути невелики, в числе которых назывались «Кысь» Татьяны Толстой и «Малая Глуша». Т. Кохановская и М. Назаренко отметили, что в первой части «Малой Глуши» бытовая и мистическая линии соединены по принципу контраста и контрапункта. Эффект для читателя достигается посылом, что советская жизнь позднего застоя «оказывается ужаснее и безысходнее привозного мифологического хоррора». Во второй части «Малой Глуши» выход из постылой реальности, разрешение болезненной для героя ситуации оказались возможны только через катарсис — очищение трагедией. В трагедийное пространство можно войти только через миф: неразрешимые противоречия, с которыми работает трагедия, могут быть осмыслены и преодолены только в рамках мифологического мышления (путём медиации и прочих процедур, описанных К. Леви-Строссом).

### Французский перевод
Первая повесть под названием «Организация» в 2017 году вышла во французском переводе Рафаэллы Паш. В издательской аннотации было дословно сказано, что «Мария Галина в булгаковской традиции представляет советских охотников за привидениями». В одном из отзывов про роман говорится, что сюжет «не блещет затейливостью или весельем, равно как и дыханием романтизма». Фантастическое развивается на периферии существования, создавая чувство угрозы для всех персонажей, преследуемых грустью и отчаянием. У них нет даже духовной опоры и защиты, ибо в стране исторического материализма Бог действительно мёртв. Остаются только суеверия — «паразитические материализации человеческого ума, всегда соблазняемого иррациональным и его тёмной стороной». Сотрудники СЭС-2 заняты неблагодарной работой, которая не приносит им никакого удовлетворения, хотя и не становится от этого менее важной. Это действительно неторопливая «грустная сага» про страну, в которой молодые люди не желают разделять мечты поколения своих родителей, предпочитая искать убежище в мирах бульварных романов. Рецензент заключает, что роман М. Галиной свидетельствует о том, что современная русская литература жива, её авторы не должны завидовать своим предшественникам. Они не боятся смешивать жанры, привлекая фантастический элемент для решения своих задач.

## Издания и переводы
- Галина М. Малая Глуша: Роман // Новый мир. — 2008. — № 12. — С. 8—86.
- Галина М. Малая Глуша: Роман / Обложка Ф. Барбышева. — М. : Эксмо, 2009. — 480 с. — (Лучшая современная женская проза). — 3000 экз. — ISBN 978-5-699-33162-8.
- Galina M. L'organisation: Saga triste et fantastique de l'époque de la stagnation :  [фр.] / traduit du russe par Raphaëlle Pache. — Paris : Agullo Éditions, 2017. — 366 p. — ISBN 979-1095718161.
- Галіна М. Мала Глуша. Сумна фантастична сага часів застою :  [укр.] / Пер.  М. Кіяновської. — Харків : Фабула, 2018. — 496 с. — ISBN 978-617-09-3912-8.
- Галина М. Малая Глуша. Печальная фантастическая сага времён застоя // Все имена птиц: Хроники неизвестных времён: [Избранные произведения]. — СПб., М. : Азбука; Азбука-Аттикус, 2019. — С. 9—362. — 1136 с. — (Русская литература. Большие книги). — 3000 экз. — ISBN 978-5-389-15499-5.

## Рецензии
- Балла О. Совсем другая механика (Рец. на кн.: Галина М. Все имена птиц. Хроники неизвестных времён: романы, повести. М.; СПб., 2019) // Новое литературное обозрение. — 2020. — № 3. — С. 294—298.
- Владимирский В. Рождённые в СССР [Галина М. «Малая Глуша»] // Мир фантастики. — 2009. — № 6 (70).
- Владимирский В. Мария Галина о предательской силе иллюзии и немножко о бессмертии. ГодЛитературы.РФ (10 ноября 2018). Дата обращения: 27 августа 2022.
- Данилкин Л. Клудж: Как литература «нулевых» стала тем, чем не должна была стать ни при каких обстоятельствах. Звезда, 2010, №1. Журнальный зал. Дата обращения: 16 августа 2022.
- Дейниченко П. На берегу Леты [Галина М. Малая Глуша. — М.: Эксмо, 2009. — 480 с. (Лучшая современная женская проза)]. Словосфера. Дата обращения: 16 августа 2022.
- Женевский В. По ту сторону себя [М. Галина. Малая Глуша (роман)] // Darker. — 2015. — № 5.
- Казарина Т. В. Современная фантастическая проза в поисках новых источников чудесного // Вестник Самарского университета. История, педагогика, филология. — 2016. — № 2. — С. 152—157.
- Кохановская Т., Назаренко М. Мастер бриколажа: [Мария Галина. Медведки] // Волга. — 2011. — № 11.
- Курчатова Н. Осень, XX век: [Рец. на кн.: Галина М. Малая Глуша. — М., 2009] // Эксперт. — 2009. — № 16. — С. 71.
- Мирошкин А. Атака ментальных паразитов. Магический «роман-двойчатка» Марии Галиной. Новая карта русской литературы (30 июля 2009). Дата обращения: 16 августа 2022.
- Мирошкин А. Чудовища из Малой Глуши [интервью с М. Галиной] // Российская газета. — 2009. — 13 ноября.
- Сибельдин Д. Мария Галина: «Есть некая правда, которая не зависит от автора». Литературное радио (25 декабря 2009). Дата обращения: 16 августа 2022.
- Толстов В. «Малая Глуша», Мария Галина. Интернет-газета News.Lab. ООО «Лаборатория Новостей» (19 июля 2011). Дата обращения: 16 августа 2022.
- Шикарев С. Там вдали, за рекой: [Рец. на книгу Марии Галиной «Малая Глуша» (М., 2009)] // Если. — 2009. — № 5. — С. 273—274.